# Magyarország az 1988. évi téli olimpiai játékokon
Magyarország a kanadai Calgaryban  megrendezett 1988. évi téli olimpiai játékok egyik részt vevő nemzete volt, három sportág, összesen hat versenyszámában három férfi és két női, összesen öt versenyző képviselte. A magyar atléták nem szereztek érmet és pontot sem. Ez ugyanolyan, mint az előző, szarajevói olimpián elért eredmény.
Ez volt az első téli olimpia, amely előtt a magyar sportolók fogadalmat tettek. Ez a megtiszteltetés a jégtáncos Engi Klárának jutott. A nyitóünnepségen a magyar zászlót az ugyancsak jégtáncos Tóth Attila vitte.

## Eredményesség sportáganként
Az alábbi táblázat összefoglalja a magyar versenyzők szereplését. A sportág neve mögött zárójelben lévő szám jelzi, hogy az adott szakág hány versenyszámában indult magyar sportoló.
Az egyes oszlopokban előforduló legmagasabb érték vagy értékek vastagítással kiemelve.

Az olimpiai pontok számát az alábbiak szerint lehet kiszámolni: 1. hely – 7 pont, 2. hely – 5 pont, 3. hely – 4 pont, 4. hely – 3 pont, 5. hely – 2 pont, 6. hely – 1 pont.
| Sportág         | Helyezések száma | Helyezések száma | Helyezések száma | Helyezések száma | Helyezések száma | Helyezések száma | Olimpiai pont | Indulók száma | Indulók száma | Indulók száma |
| Sportág         |                  |                  |                  | 4.               | 5.               | 6.               | Olimpiai pont | Férfi         | Nő            | Össz.         |
| Biatlon (2)     | 0                | 0                | 0                | 0                | 0                | 0                | 0             | 1             | 0             | 1             |
| Műkorcsolya (2) | 0                | 0                | 0                | 0                | 0                | 0                | 0             | 1             | 2             | 3             |
| Sífutás (2)     | 0                | 0                | 0                | 0                | 0                | 0                | 0             | 1             | 0             | 1             |
|                 |                  |                  |                  |                  |                  |                  |               |               |               |               |
| Összesen        | 0                | 0                | 0                | 0                | 0                | 0                | 0             | 3             | 2             | 5             |

## Biatlon
| Versenyző    | Versenyszám  | Lövőhiba | Időeredmény | Helyezés |
| ------------ | ------------ | -------- | ----------- | -------- |
| Kovács Zsolt | 10 km sprint | 0        | 28:13,9     | 48.      |
| Kovács Zsolt | 20 km egyéni | 4        | 1:06:15,2   | 54.      |

## Műkorcsolya
| Versenyző              | Versenyszám | Eredmény | Helyezés |
| ---------------------- | ----------- | -------- | -------- |
| Téglássy Tamara        | Női egyéni  | 35,2     | 19.      |
| Engi Klára Tóth Attila | Jégtánc     | 14,0     | 7.       |

## Sífutás
Férfi
| Versenyző   | Versenyszám | Eredmény  | Helyezés |
| ----------- | ----------- | --------- | -------- |
| Mayer Gábor | 15 km       | 47:56,2   | 57.      |
| Mayer Gábor | 30 km       | 1:39:03,5 | 63.      |